# Жарык (компания)
«ZHARYQ» — казахстанская частная компания, занимающаяся космической связью, телевидением, радиовещанием и радиосвязью в Казахстане.

## История
Товарищество с ограниченной ответственностью «ZHARYQ» было учреждено в 1991 году для обслуживания первой в СССР системы спутникового телевизионного вещания «ZHARYQ» в Ku-диапазоне, введённой в эксплуатацию в конце 1990 года малым предприятием «Казсвязьтехника».
В конце 1990 г. в Казахстане была введена в строй сеть телевизионного спутникового вещания «ZHARYQ», в которой через 12 транспондер КА «Горизонт», 80° в.д., распространялась программа национального телевидения. Надо отметить, что система «ZHARYQ» стала первой в СССР сетью спутникового телевещания в Ku-диапазоне.«Кателко Плюс» — сеть непосредственного спутникового телевещания Республики Казахстан

## Деятельность
ТОО «ZHARYQ» участвовало в создании ряда крупных компаний: телерадиокомпании ТРК «31 канал», оператора кабельного телевидения «Alma-TV», пейджинговой компании «Алма-Пейдж» и других. В настоящее время с ТОО «ZHARYQ» аффилированы две компании: ТОО «Инкател» (100 % доля участия), по предоставлению услуг телекоммуникаций по выделенной сети связи и ТОО «Аргус-Контакт» (50 % доля участия), которое занимается деятельностью по монтажу, наладке и техническому обслуживанию средств охранной сигнализации и по предоставлению услуг телематической службы.
В 1996—1998 г. ТОО «ZHARYQ» возглавлял в должности генерального директора Аскар Жумагалиев, в последующем — министр связи и информации Республики Казахстан.

## Организация вещания

### Параметры вещания
По состоянию на 2 января 2011 года:
| Спутник         | Транспондер | Частота, ГГц / Поляризация | Скорость, бод | FEC / PSK | Стандарт | Сжатие | Каналы                  |
| --------------- | ----------- | -------------------------- | ------------- | --------- | -------- | ------ | ----------------------- |
| NSS 12 @ 57°E   | tp CAH2     | 11066 H                    | 2244          | 3/4 8PSK  | DVB-S2   | MPEG-4 | Алматы ТВ, KZ Sport1    |
| Ямал 201 @ 90°E | tp 2A       | 3536 L                     | 2532          | 3/4       | DVB-S    | MPEG-2 | Астана                  |
| Ямал 201 @ 90°E | tp 6A       | 3886 L                     | 5859          | 3/4       | DVB-S    | MPEG-2 | Xit TV, Нау ТВ, Балапан |